# 李夫全
李夫全（1918年—2019年10月22日），男，直隶威县人，中华人民共和国政治人物，曾任湖北省副省长，湖北省人大常委会副主任、党组副书记。